# キューティー★マミー
キューティー★マミー（Cutie★Mommy）は、日本の歌手ユニット。

## 概要
- 2005年5月8日にフジテレビ系列で放送された『伊代&ちえみ&早見の花の芸能界ウラ同窓会』で再会し意気投合した松本伊代、早見優、堀ちえみの3人は、同年9月15日にTBS系列で放映された『うたばん』の企画「うたばんスター誕生」に元アイドルとして出演した。3人は中森明菜・小泉今日子・シブがき隊・石川秀美らと82年デビューで、堀越高等学校の同窓生という共通点を持っていた。3人はそこでレコード会社4社からのスカウトを受け、その中からディズニー社の新プロジェクトを計画していたエイベックスから歌手ユニットとしてデビューすることになった。
- ユニット名「キューティー★マミー」は、アニメ・映画などで有名な漫画作品『キューティーハニー』と、母親を意味する「マミー」をもじったものである。
- センターポジションは一番年長の松本伊代。
- 2005年12月7日にシングル『ミッキーマウス・マーチ（ファミリー・パラパラ・ヴァージョン）』でデビュー。12月7日に池袋サンシャインシティ噴水広場、12月10日に京都駅ビル室町小路広場でデビューイベント&握手会を行い、京都には6000人のファンが集まった[1]。
- 堀ちえみの活動休止後は、松本伊代と早見優の2人で活動。2008年10月26日に中野サンプラザでコンサート「キューティー★マミー presents フラッシュバック80's vol.1」を開催し、森口博子と野口五郎がゲスト出演した。
- 2017年以降は松本伊代、早見優、森口博子がユニット「キューティー☆モリモリ」を結成しライブを行っている（ユニット名は松本伊代が命名）[2][3]。

## メンバー
- 松本伊代
- 早見優
- 堀ちえみ（活動休止中）
  - 堀は関西在住のため、関東での活動は難しいとして活動休止となっている。このため、東京ディズニーランドで開催された『クラブディズニー“スーパーダンシン・マニア Remix”』やブルボンの「くだものいっぱいゼリー」のCMでは、松本伊代・早見優の2人のみの出演となっている。

## 出演番組
- サカスさん（TBSテレビ、2009年）

## CD

### シングル
- ミッキーマウス・マーチ（ファミリー・パラパラ・ヴァージョン）（2005年12月7日発売）
  - デビュー曲。2000年にドミノが歌った「ミッキーマウス・マーチ（ユーロビート・ヴァージョン）」（アルバム『東京ディズニーランド Club Disney スーパーダンシン・マニア〜メガビート』に収録）がベース。オリコン最高72位[4]。
- ミッキーマウス・マーチ（ファミリー・パラパラ・ヴァージョン）c/w PARAPARA PARADISE (CD+DVD) （2006年5月3日発売）
  - オリコン最高106位。ボーナストラックの「PARAPARA PARADISE」はブルボン「くだものいっぱいゼリー」CMソングで、これもドミノの同名曲のカバー。
  - DVDには「ミッキーマウス・マーチ」のPVと教則ビデオを収録。
- アイ・ワナ・ダンス　c/w ミッキーマウス・マーチ（ファミリー・パラパラ・イングリッシュ・ヴァージョン） （2007年5月2日発売）
  - 松本伊代、早見優のみ参加シングル。

### アルバム
- クラブ・ディズニー2007（オムニバス）（2007年1月17日発売）
  - ミッキーマウスマーチ(English version)
- Disneymania presents POP PARADE JAPAN（オムニバス）（2007年3月7日発売）
  - Mickey Mouse March
- スーパー・ディズニー・プレゼンツ・マウス☆ダンス（オムニバス）（2008年2月27日発売）
  - マッチョ・ダック（松本伊代 feat. 早見優 from キューティー☆マミー）
  - きみもとべるよ！（早見優 feat. 松本伊代 from キューティー☆マミー）

## キューティー☆モリモリ

### メンバー (モリモリ)
- 松本伊代
- 早見優
- 森口博子

### 配信曲
- そろそろ冬ですネェ（2024年2月6日、作詞作曲：所ジョージ）